# Aphis nasturtii
Aphis nasturtii är en insektsart som beskrevs av Johann Heinrich Kaltenbach 1843. Aphis nasturtii ingår i släktet Aphis och familjen långrörsbladlöss. Arten är reproducerande i Sverige. Inga underarter finns listade i Catalogue of Life.